# William Charles Kernot
William Charles Kernot (Rochford, 16 de junho de 1845 — Melbourne, 14 de março de 1909) foi um engenheiro australiano.
Foi o primeiro professor de engenharia da Universidade de Melbourne e presidente da Royal Society of Victoria.
William Charles Kernot, filho mais velho de Charles Kernot, químico, antigo membro da Assembléia Legislativa de Vitória representando Geelong, nasceu em Rochford, Essex, Inglaterra. Kernot imigrou para a Austrália com sua família em 1851,  e foi educado na National Grammar School de Geelong, e matriculou-se na Universidade de Melbourne em 1861. Qualifiou-se com o grau de M.A. em 1864, entrando no departamento de minas de Vitória em 1865. Também qualificou-se como engenheiro civil em 1866, em 1867 trabalhou no departamento de suprimento de água e em 1868 foi indicado lecturer em engenharia civil na Universidade de Melbourne. Deixou o departamento de suprimento de água em 1875, e durante os próximos três nos foi engenheiro consultor de Louis Brennan, em conexão com seu torpedo.
Em 1882 Kernot tornou-se o chefe dos diretores da primeira companhia a introduzir iluminação elétrica a Melbourne, e a partir de 1 de janeiro de 1883 foi o primeiro professor de engenharia da Universidade de Melbourne. Quando ele começou lá pouco havia em edificações e equipamentos, mas durante os 26 anos ele edificou uma sólida escola de engenharia. Em 1887 doou  £ 2.000 para a universidade conceder bolsas em filosofia natural e química, e em 1893 doou £ 1.000 para a aquisição de equipamentos para o laboratório de metalurgia.
Kernot auxiliou Francis Ormond na organização do Instituto Real de Tecnologia de Melbourne, e foi presidente desta instituição de 1889 a 1899. Kernot foi presidente da Royal Society of Victoria no período 1885-1900 e do Victorian Institute of Engineers em 1897-1898 e 1906-1907. Morreu em Melbourne em 14 de março de 1909. Nunca casou.
Kernot escreveu diversos artigos em periódicos científicos; um dos mais destacados foi On Some Common Errors in Iron Bridge Design, publicado em 1898,  com uma segunda edição ampliada em 1906. Um irmão mais novo, Wilfred Noyce Kernot, nascido em 1868, foi durante muitos anos lecturer na Universidade de Melbourne, e de 1932 a 1936 professor de engenharia.